# Hermogi de Tui
Hermogi (Tui, final del segle ix - ca. 942) va ser un religiós gallec, bisbe de Tui aproximadament entre els anys 915 i 926. Probablement també va ser bisbe titular de Porto, documentat des del 912, segurament ostentant ambdues dignitats alhora. És venerat com a sant per l'Església catòlica.

## Biografia
Era nebot del bisbe Nausti de Coïmbra, i també era oncle del futur bisbe de Tui Vimara. Aquestes relacions familiars consten en un document del Tumbo de Lugo del 976, en el qual la germana de Vimara esmenta: quae fuit de meo germano Domino Vimarano Episcopo… quae fuerunt de meo tio Domini Ermuigio Episcopo, quas commutavit cum Dno. Nausti Episcopo suo tio et nostro avio. Per tant, Hermogi era d'una bona família de Galícia, probablement amb propietats, i amb alguns membres exercint càrrecs eclesiàstics. A més, va ser oncle de Pelagi de Còrdova.
La primera aparició d'Hermogi documentalment, segons Flórez, és una donació del 915 del rei Ordoni II a la catedral de Lugo, on es dona el monestir de San Cristóbal de Labrugia, prop de Ponte de Lima, a la diòcesi de Tui. En aquesta data, Hermogi ja és bisbe d'aquesta diòcesi. Aquest monestir va ser fundat per Hermogi, però es va mantenir com una heretat del monarca, car se'n va cedir el domini i la protecció a Ordoni de mans del mateix bisbe, tal com es desprèn de la donació de l'1 de setembre del 915. Es desconeix, però quan es va començar a construir o si Hermogi hi va tenir res a veure, quan el rei va donar el terreny el 914, si bé és possible que Ordoni el construís abans de morir el seu pare.
Hermogi és el primer bisbe de Tui que torna a residir a la diòcesi, perquè aleshores la ciutat ja tornar a estar poblada, i hi ha presents nombrosos prelats a la catedral. Va ser també molt possiblement bisbe de Porto. L'any 912 apareix documentat un bisbe anomenat Hermogi amb el títol de Portugalense, per a Flórez és el mateix, perquè aleshores Porto era una diòcesi titular, i en esdevenir bisbe de Tui el setembre de 915 deixa d'aparèixer en la documentació referències del bisbe de Porto des del 17 d'agost del mateix any, per la qual cosa, indicaria que, probablement, va ostentar ambdues dignitats.
És un fet conegut de la seva vida, que el 920 va acompanyar el rei durant la batalla de Valdejunquera, en la qual els lleonesos anaven en socors dels navarresos en contra dels musulmans. La batalla, però, la van perdre els cristians i Hermogi va ser capturat juntament amb els altres bisbes, com Dulcídio de Salamanca, i va ser dut a Còrdova. Sembla que el bisbe no es va estar gaire temps a presó, les negociacions del rescat van tenir com a resultat l'alliberament d'Hermogi probablement a final del 921 o princips del 922, però va quedar com a ostatge el seu nebot, Pelagi, que havia viatjat fins a la capital califal per cercar el seu oncle, i va ser executat pels musulmans i considerat màrtir pels cristians.
Cap al 925 va renunciar a la dignitat episcopal i es va retirar al monestir de Ribas del Sil o, segona altres fonts, al de Labrugia. Va morir cap al 942.